# Miðfellsegg
Miðfellsegg är en ås i republiken Island. Den ligger i regionen Austurland, 290 km öster om huvudstaden Reykjavík.